# فاکتور (بازرگانی)

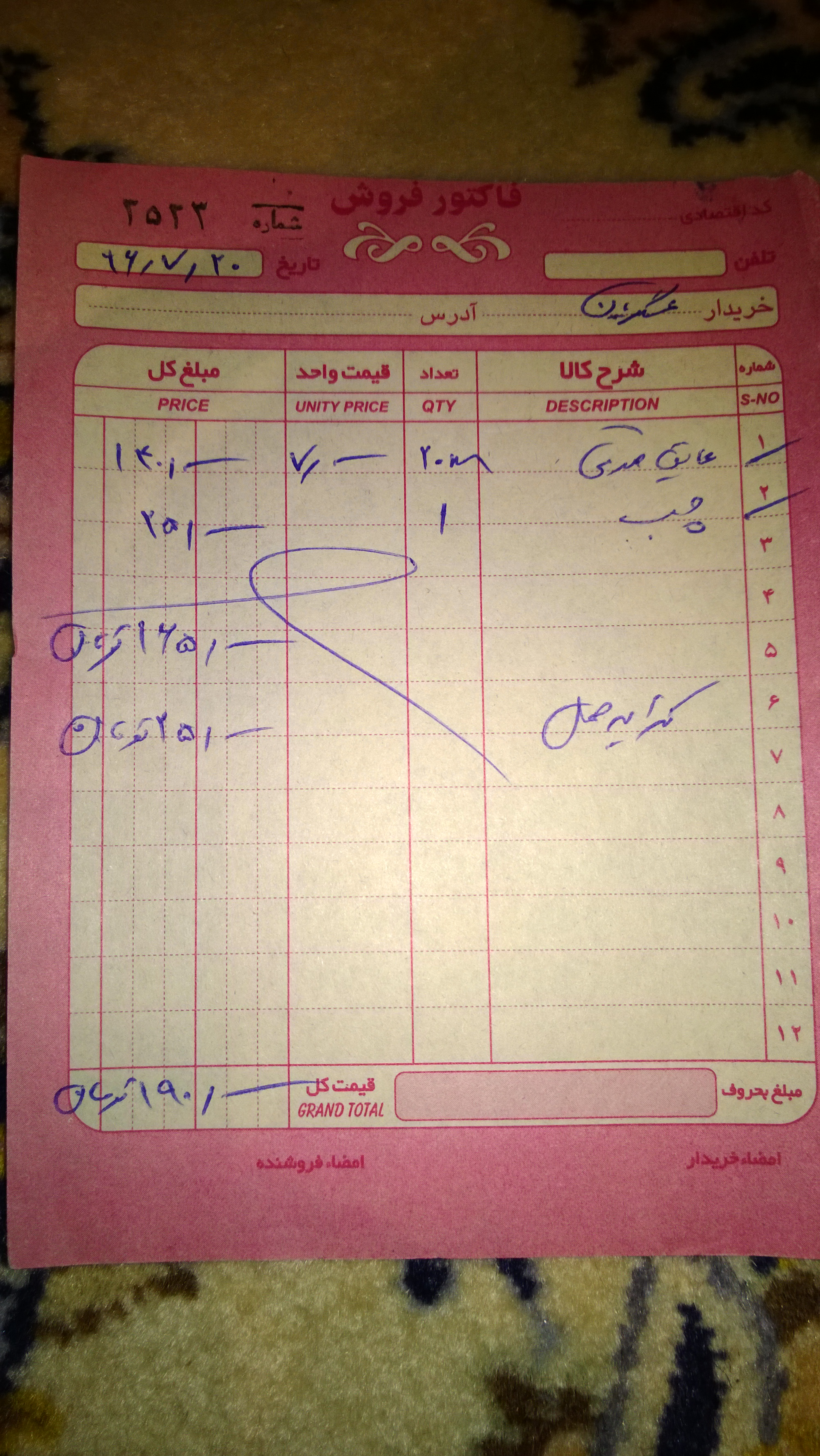
برگ خرید

صورتحساب (فرانسوی: facture), (انگلیسی:invoice) (در فارسی بیجَک گفته میشده )یا فاکتور یک سند تجاری است که توسط فروشنده برای خریدار صادر شده و محصولات، مقادیر و قیمت‌های توافق شده برای محصولات یا خدمات که توسط فروشنده برای خریدار فراهم شده را ثابت می‌کند. از دید فروشنده این برگه یک برگ خرید مشتری است. از دید خریدار این برگ خرید یک برگ خرید است.
برگ خرید نشان می‌دهد که خریدار باید مبلغ توافق شده را به فروشنده بپردازد. وقتی گفته می‌شود «ما برای آن‌ها برگ خرید مشتری صادر کردیم» یعنی «آن‌ها به ما پولی بدهکارند»؛ برعکس وقتی گفته می‌شود «آن‌ها برای ما برگ خرید صادر کردند» یعنی «ما به آن‌ها پولی بدهکاریم».

## پیش برگ (پیش فاکتور)
پیش برگ عبارت است از سیاهه خریدی که فروشنده از مبدأ به عنوان پیشنهاد فروش یا تعین ارزش کالا یا خدمات و شرایط فروش با تعین مدت اعتبار به درخواست خریدار و به نام وی صادر می‌نماید که باید به تأیید مرکز تهیه و توزیع مربوطه برسد.